# Borraccia

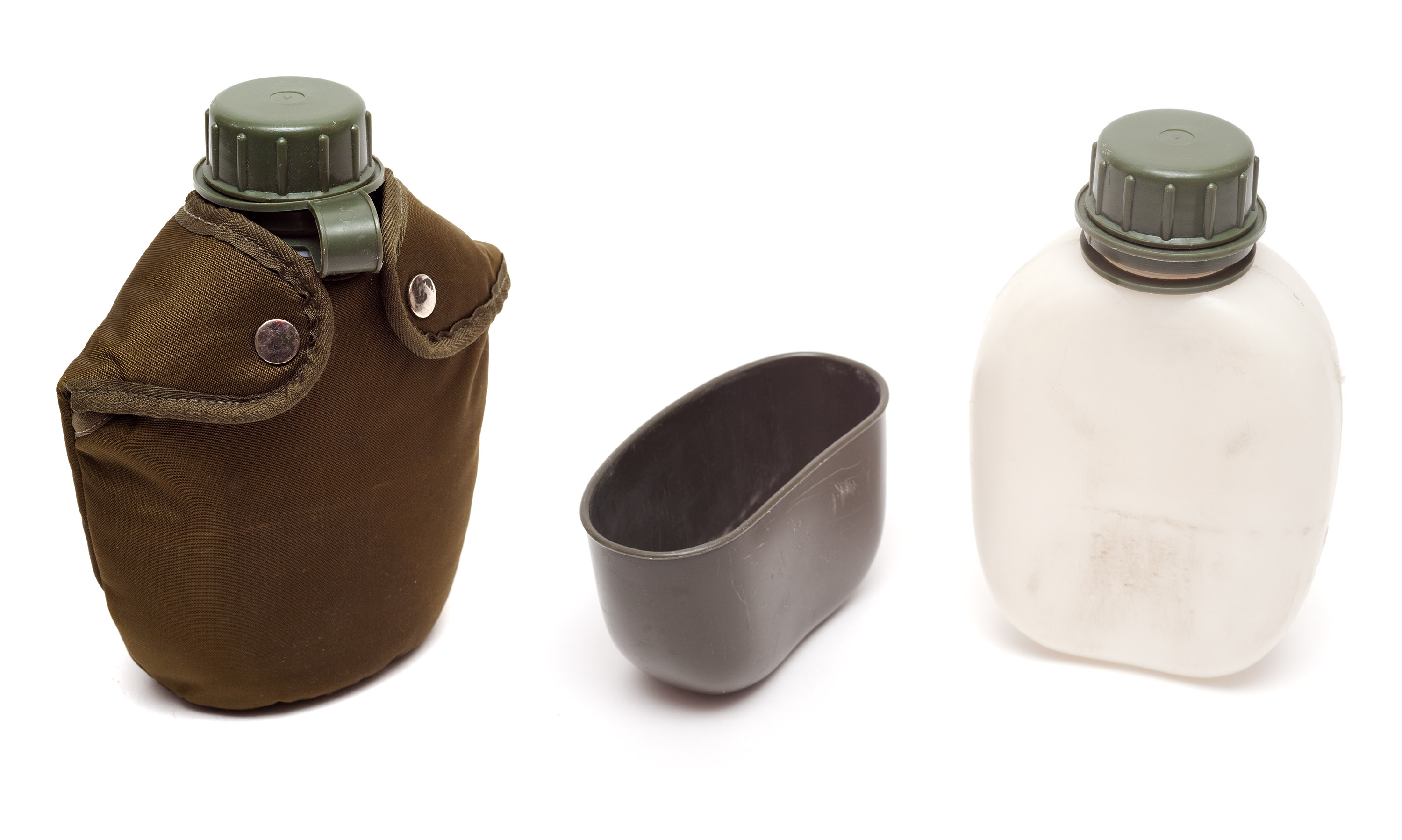
Borraccia dell'esercito norvegese con tappo in plastica

La borraccia è un contenitore infrangibile e leggero per liquidi caldi e freddi.
Di capacità di circa un litro (da 3/4 a 10,5 l.), dotata di chiusura ermetica a scatto, a filetto o a soffietto, con possibilità di venire agganciata con moschettone o appesa con tracolla. Realizzata tradizionalmente in alluminio, raramente in plastica, può avere un rivestimento interno per evitare l'ossidazione dell'alluminio e un rivestimento esterno in panno, che opportunamente bagnato, permette di mantenere il contenuto fresco grazie all'evaporazione. Può essere dotata di un coperchio infilato sull'imboccatura, a vite o incastro, che serve per bere come bicchiere o gavettino. Viene usata per gli sport all'aperto, in alpinismo, al campeggio o dagli scout, fa parte della dotazione militare. Oggi meno usata poiché viene soppiantata dalle bottiglie in plastica.

## Storia

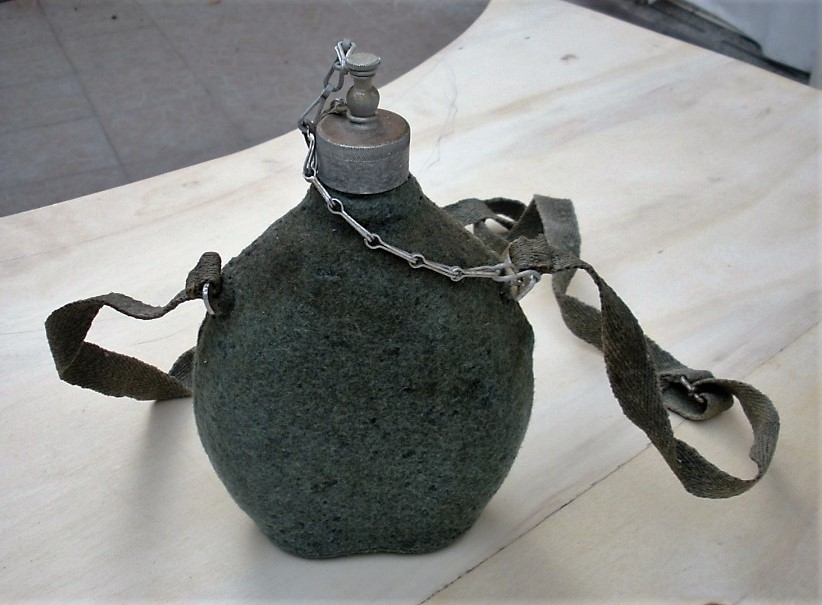
Borraccia modello M32 italiana, periodo bellico, da un litro

L'antenata della borraccia è l'otre, praticamente l'unico contenitore economico, leggero, di poco ingombro e soprattutto infrangibile, a disposizione di tutti dall'antichità fino al XIX secolo. Pietro Guglielminetti, possessore di una piccola industria di materiali in legno e fornitore del Regio Esercito, fu l'inventore, intorno al 1860, della borraccia, allora fabbricata in legno.
Le borracce saranno costruite in alluminio a partire dal 1912.

## Nello sport
Durante una durissima salita, in una tappa del Tour de France 1952, il fotografo della Omega Fotocronache Carlo Martini scattò una fotografia sul passo del Galibier in cui si vedeva il passaggio di una borraccia tra Fausto Coppi e Gino Bartali, eterni rivali. La foto divenne rapidamente un simbolo della rivalità sportiva cavalleresca, della sfida tra galantuomini e della correttezza che ha caratterizzato negli anni il rapporto tra i due campionissimi, ma la verità sullo scatto è sempre stata in discussione: non è infatti noto chi dei due stesse passando la borraccia al rivale.